# Armeno
Armeno là một đô thị ở tỉnh Novara ở vùng Piedmont của Ý, tọa lạc cách 100 km về phía đông bắc của Torino và khoảng 45 km về phía tây bắc của Novara. Tại thời điểm ngày 31 tháng 12 năm 2004, đô thị này có dân số 2.229 người và diện tích là 31,6 km².
Đô thị Armeno có các frazioni (đơn vị trực thuộc, chủ yếu là các làng) Sovazza, Coiromonte, Bàssola and Chéggino.
Armeno giáp các đô thị: Ameno, Brovello-Carpugnino (VB), Colazza, Gignese (VB), Massino Visconti, Miasino, Nebbiuno, Omegna (VB), Pettenasco và Pisano.